# Vingmaskros
Vingmaskros (Taraxacum alatum) är en tvåhjärtbladig växtart som beskrevs av Harald Lindberg. I den svenska databasen Dyntaxa är detta taxon uppdelat i flera:
- Taraxacum alatum[2]
- Taraxacum expallidiforme[3]
- Taraxacum sundbergii[4]

Vingmaskros ingår i släktet maskrosor, och familjen korgblommiga växter. Arten är reproducerande i Sverige. Inga underarter finns listade i Catalogue of Life.